# Riacho da Cruz
Riacho da Cruz é um município brasileiro no interior do estado do Rio Grande do Norte, a uma distância de 380 quilômetros a oeste da capital do estado, Natal. Ocupa uma área de aproximadamente 127 km², e sua população na estimativa em 2024 era de 2.741 habitantes, pelo Instituto Brasileiro de Geografia e Estatística, sendo então o 154º  município populoso do Rio Grande do Norte.

## História
A história do atual município de Riacho da Cruz, localizado na porção oeste do estado do Rio Grande do Norte, começa a partir do surgimento das primeiras explorações agrícolas, às margens do riacho Forquilha. No século XVIII, o Capitão Antônio Barbalho Bezerra, junto com os senhores Bento Carneiro, Manoel Rodrigues Taborda e Matias Lima, eram os proprietários das quatro sesmarias que lá existiam.
Algum tempo depois, teve início o povoamento do local e seu consequente crescimento, tanto populacional quanto econômico, de base voltada exclusivamente para a agricultura. Mas o crescimento se deu em um processo muito lento e que durou muitos anos. Finalmente, em 9 de maio de 1962, por força da lei estadual nº 2.764, Riacho da Cruz desmembrou-se de Portalegre e tornou-se município do Rio Grande do Norte. O nome faz referência a uma cruz fincada na beira do riacho Forquilha, indicando uma sepultura cristã.

## Geografia
De acordo com a divisão territorial vigente do Instituto Brasileiro de Geografia e Estatística desde 2017, Riacho da Cruz pertence à região geográfica imediata de Pau dos Ferros, dentro da região geográfica intermediária de Mossoró; até então, com a vigência das divisões em mesorregiões e microrregiões, fazia parte da microrregião de Pau dos Ferros, que por sua vez estava incluída na mesorregião do Oeste Potiguar. Riacho da Cruz está distante 366 km de Natal, capital estadual, e 1 969 km de Brasília, capital federal. Ocupa uma área territorial de 127,223 km² (0,2409% da superfície estadual) e se limita a norte com Itaú e Taboleiro Grande; a sul com Viçosa e Portalegre; a leste com Umarizal, Apodi e novamente Itaú e a oeste novamente Taboleiro Grande.
O relevo do município, com altitudes predominando entre 100 e 200 metros, é constituído pela Depressão Sertaneja, que compreende uma série de terrenos de transição entre o Planalto da Borborema e a Chapada do Apodi. Riacho da Cruz está situado em área de abrangência das rochas metamórficas do embasamento cristalino, originárias do período pré-cambriano médio, com idade entre um bilhão e 2,5 bilhões de anos. Predomina o solo bruno não cálcico ou luvissolo, pedregoso, pouco profundo e típico das áreas com relevo de suave a ondulado, apresentando textura constituída de areia e/ou argila e grau de fertilidade entre médio e alto. Há também os solos podzólicos vermelhos amarelos equivalentes eutróficos e os litossolos (solos litólicos).
Tais solos são cobertos por uma vegetação xerófila, a caatinga, com espécies de pequeno porte cujas folhas caem na estação seca, dentre elas o facheiro (Pilosocereus pachycladus), o faveleiro (Cnidoscolus quercifolius), a jurema-preta (Mimosa hostilis), o marmeleiro (Cydonia oblonga), o mufumbo (Combretum leprosum) e o xique-xique (Pilosocereus polygonus). Todo o território municipal situa-se na bacia hidrográfica do Rio Apodi-Mossoró, que demarca os limites de Riacho da Cruz com Taboleiro Grande e Itaú a norte. O Açude Riacho da Cruz é o principal reservatório, com capacidade para 9 604 200 m³, responsável pelo abastecimento de água da cidade.
O clima é semiárido, (Bsh segundo na Köppen) com chuvas concentradas entre fevereiro e maio. Segundo dados da Empresa de Pesquisa Agropecuária do Rio Grande do Norte (EMPARN), desde 1959 o maior acumulado de precipitação em 24 horas registrado em Riacho da Cruz atingiu 177 mm em 3 de abril de 2008, seguido por 160 mm em 27 de janeiro de 2004 e 155 mm em 5 de março de 2008. O mês mais chuvoso da série histórica foi janeiro de 2004, com 771,9 mm, ao passo que o recorde anual pertence a 1985, com 1 510,3 mm.
| Dados climatológicos para Riacho da Cruz (1959-2020) | Dados climatológicos para Riacho da Cruz (1959-2020) | Dados climatológicos para Riacho da Cruz (1959-2020) | Dados climatológicos para Riacho da Cruz (1959-2020) | Dados climatológicos para Riacho da Cruz (1959-2020) | Dados climatológicos para Riacho da Cruz (1959-2020) | Dados climatológicos para Riacho da Cruz (1959-2020) | Dados climatológicos para Riacho da Cruz (1959-2020) | Dados climatológicos para Riacho da Cruz (1959-2020) | Dados climatológicos para Riacho da Cruz (1959-2020) | Dados climatológicos para Riacho da Cruz (1959-2020) | Dados climatológicos para Riacho da Cruz (1959-2020) | Dados climatológicos para Riacho da Cruz (1959-2020) | Dados climatológicos para Riacho da Cruz (1959-2020) |
| Mês                                                  | Jan                                                  | Fev                                                  | Mar                                                  | Abr                                                  | Mai                                                  | Jun                                                  | Jul                                                  | Ago                                                  | Set                                                  | Out                                                  | Nov                                                  | Dez                                                  | Ano                                                  |
| ---------------------------------------------------- | ---------------------------------------------------- | ---------------------------------------------------- | ---------------------------------------------------- | ---------------------------------------------------- | ---------------------------------------------------- | ---------------------------------------------------- | ---------------------------------------------------- | ---------------------------------------------------- | ---------------------------------------------------- | ---------------------------------------------------- | ---------------------------------------------------- | ---------------------------------------------------- | ---------------------------------------------------- |
| Precipitação (mm)                                    | 82,9                                                 | 103,9                                                | 191,5                                                | 176,1                                                | 94,1                                                 | 45,1                                                 | 17,6                                                 | 4,7                                                  | 2,1                                                  | 5,4                                                  | 3,2                                                  | 22,3                                                 | 748,9                                                |

## Demografia
A população de Riacho da Cruz no censo demográfico de 2022 era de 2 701 habitantes, sendo o décimo terceiro município menos populoso do Rio Grande do Norte, apresentando uma densidade demográfica de 21,5 km². Desse total, 2 282 habitantes viviam na zona urbana (84,49%) e 419 na zona rural (15,51%). Ao mesmo tempo, 1 617 pessoas eram do sexo masculino (50,19%) e 1 548 do sexo feminino (49,81%), tendo uma razão de sexo de 104,46. Quanto à faixa etária, 2 056 pessoas tinham entre 15 e 64 anos (64,96%), 805 menos de quinze anos (25,43%) e 304 65 anos ou mais (9,61%). Ainda segundo o mesmo censo, a população era formada por 1 592 pardos (50,3%), 1 103 brancos (34,85%), 93 pretos (12,6%) e 61 amarelos (1,93%) e dez indígenas (0,32%).

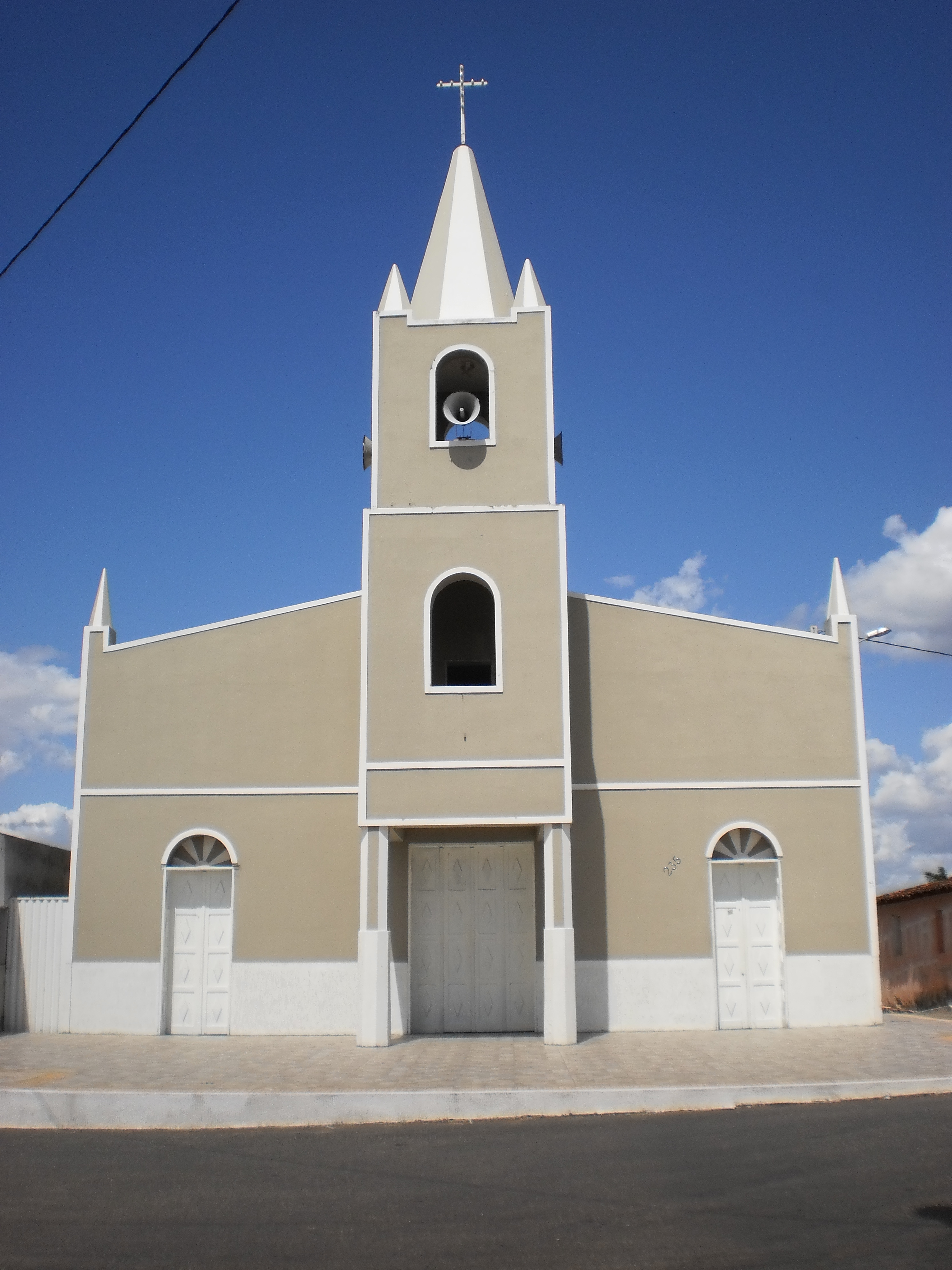
Capela do Sagrado Coração de Jesus, padroeiro de Riacho da Cruz

Considerando-se a nacionalidade, toda a população municipal era de brasileiros natos, sendo 1 896 nascidos em Riacho da Cruz (59,89%) e 1 269 naturais de outros municípios (40,11%). Em relação à região e ao estado de nascimento, 3 119 eram nascidos na Região Nordeste (98,55%), dos quais 3 028 no Rio Grande do Norte (95,68%), 51 no Ceará (1,6%), 33 na Paraíba (1,04%), cinco na Bahia (0,15%) e três no Maranhão (0,08%); trinta no Sudeste (0,94%), todos no estado de São Paulo e doze no Centro-Oeste (0,03%), sete em Goiás (0,23%) e cinco no Distrito Federal (0,15%), além de quatro sem especificação (0,13%). Entre os naturais de unidades da federação, havia nove cearenses (0,58%), oito paraibanos (0,48%), dois paranaenses (0,12%) e um baiano (0,07%).
Na Igreja Católica, Riacho da Cruz pertence à Paróquia de Nossa Senhora da Conceição, com sede em Portalegre (que também abrange os municípios de Francisco Dantas e Viçosa), subordinada à Diocese de Santa Luzia de Mossoró, e possui três capelas, duas na área urbana (Sagrado Coração de Jesus e Santa Luzia) e uma em zona rural (São Francisco de Assis). No censo de 2010 o catolicismo era a religião da maioria da população, com 2 835 seguidores, ou 89,57% dos habitantes. Riacho da Cruz também possui alguns credos protestantes. Em 2010 250 habitantes se declararam evangélicos (7,91%), dos quais 248 das igrejas pentecostais (7,83%), sendo que 147 eram da Assembleia de Deus (4,63%), 29 da Igreja Deus é Amor (0,92%) e 72 de outras pentecostais (2,28%). Outros dois seguiam outras religiões evangélicas (0,09%). Além do catolicismo e do protestantismo, outros oitenta não tinham religião (2,52%).
O Índice de Desenvolvimento Humano do município é considerado baixo, de acordo com dados do Programa das Nações Unidas para o Desenvolvimento. Segundo dados do relatório de 2010, divulgados em 2013, seu valor era de 0,584, sendo o 131° maior do Rio Grande do Norte e o 4 540 ° do Brasil. Considerando-se apenas o índice de longevidade, seu valor é de 0,751, o valor do índice de renda é de 0,545 e o de educação 0,487. De 2000 a 2010, a proporção de pessoas com renda domiciliar per capita de até 140 reais reduziu 40,9%, de 70,1% para 41,4%. Em 2010, 58,6% da população vivia acima da linha de pobreza, 22,1% abaixo da linha de indigência e 19,3% entre as linhas de indigência e de pobreza. No mesmo ano, o índice de Gini era 0,47 e os 20% mais ricos eram responsáveis por 50,9% do rendimento total municipal, valor quase dezenove vezes superior à dos 20% mais pobres, de apenas 2,7%.

## Política

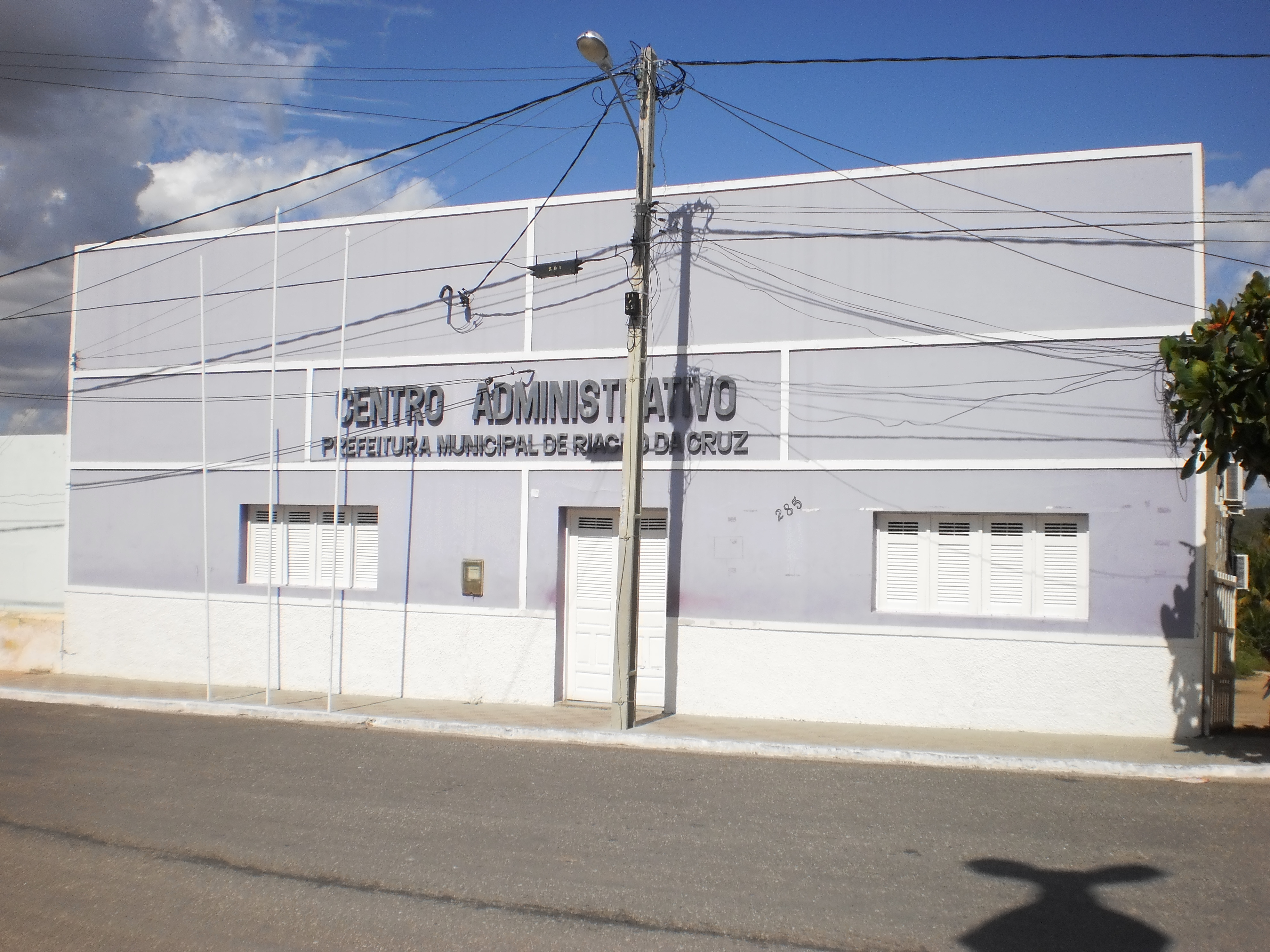
Centro Administrativo, onde funciona a prefeitura, sede do poder executivo municipal

Logo após a emancipação de Riacho da Cruz, o município teve como primeiro prefeito Francisco de Oliveira Silva, nomeado pelo governador do Rio Grande do Norte, Aluízio Alves. Somente em 1964 tomou posse o primeiro prefeito constitucional, Edimar Diógenes de Paiva, eleito em dezembro do ano anterior. Desde então, em quatorze mandatos, apenas seis pessoas estiveram à frente da prefeitura, sendo o atual Marcos Aurélio de Paiva Rêgo, em seu terceiro mandato, tendo ocupado o cargo antes de 2005 a 2012.

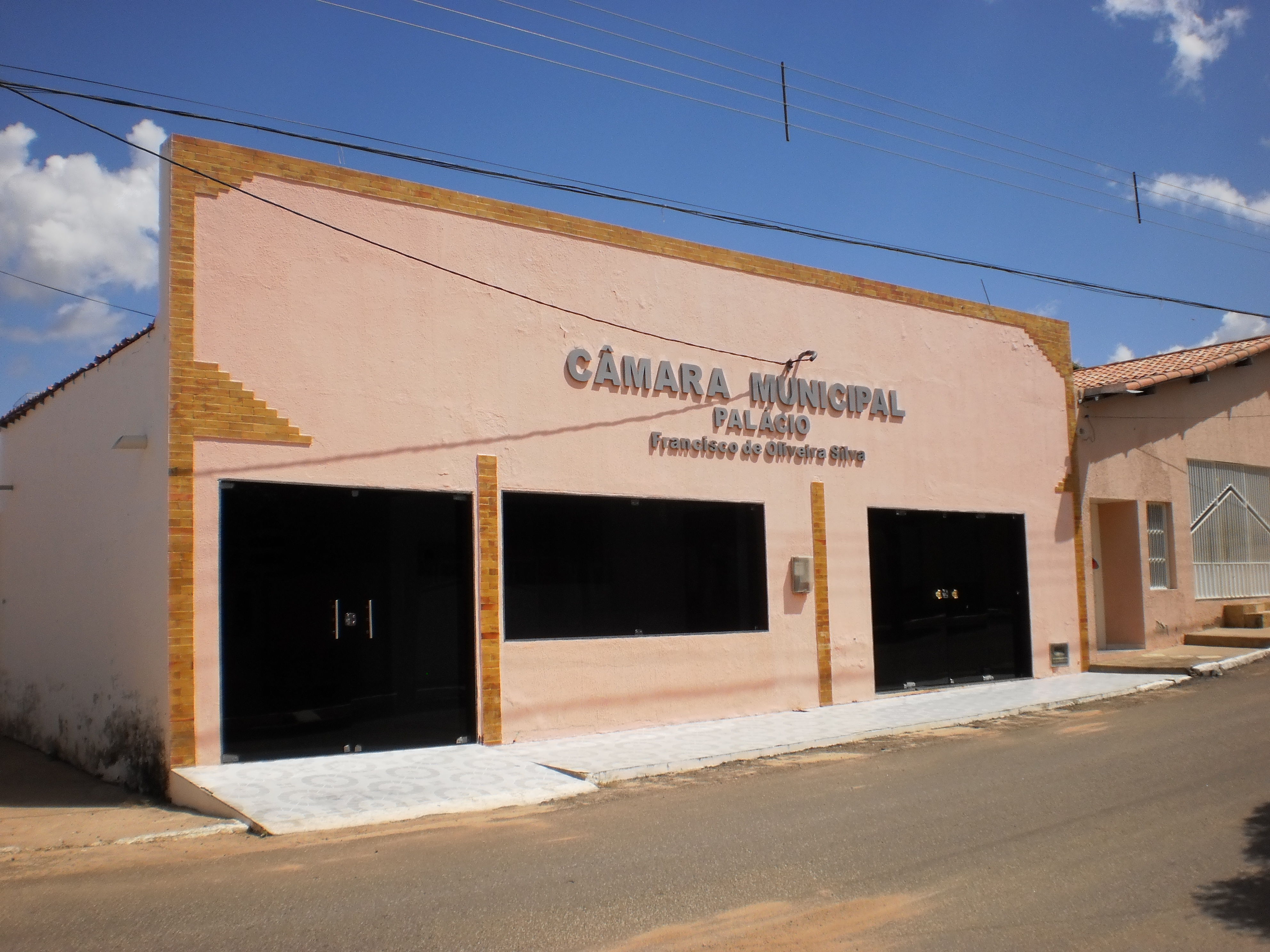
Palácio Francisco de Oliveira Silva (Câmara Municipal), sede do legislativo

O prefeito exerce o poder executivo é nomeia livremente seu gabinete de secretários. A administração municipal também se dá pelo poder legislativo, exercido pela Câmara Municipal, formada por nove vereadores. Cabe à casa elaborar e votar leis fundamentais à administração e ao executivo, especialmente o orçamento municipal, conhecido como Lei de Diretrizes Orçamentárias. Tanto o prefeito quanto os vereadores são eleitos pelo voto direto para mandatos de quatro anos. A lei orgânica de Riacho da Cruz, que rege o município, foi promulgada em 1990, sendo alterada por emendas posteriores.
Existem também alguns conselhos municipais em atividade: Alimentação Escolar, Assistência Social, Defesa Civil, Desenvolvimento Rural, Direitos da Criança e do Adolescente, Direitos da Pessoa Idosa, Educação, FUNDEB, Habitação, Saúde e Tutelar. Riacho da Cruz é termo judiciário da comarca de Portalegre, de entrância inicial, e pertence à 63ª zona eleitoral do Rio Grande do Norte, possuindo 2 715 eleitores em dezembro de 2020, de acordo com dados do Tribunal Superior Eleitoral (TSE), o que representa 0,117% do eleitorado estadual.

## Economia
Segundo o IBGE, o Produto Interno Bruto (PIB) do município de Riacho da Cruz em 2013 era de R$ 21 775 mil, dos quais R$ 14 759 da administração, saúde e educação; R$ 4 298 mil do setor terciário; R$ 996 mil de impostos; R$ 947 mil do setor primário e R$ 774 mil do setor secundário. O PIB per capita era de R$ 6 406,22.
Em 2014 o município possuía um rebanho de 2 500 galináceos (frangos, galinhas, galos e pintinhos), 1 615 bovinos, 1 278 caprinos, 1 250 ovinos, 521 suínos e 82 equinos. Na lavoura temporária do mesmo ano foram produzidos cana-de-açúcar (250 t, batata-doce (42 t), feijão (83 t), milho (70 t) e arroz (5 t), e na lavoura permanente coco-da-baía (doze mil frutos), banana (18 t), manga (8 t) e castanha de caju (6 t). Ainda no mesmo ano o município também produziu 213 mil litros de leite de 423 vacas ordenhadas; quatro mil dúzias de ovos de galinha e 810 quilos de mel de abelha.
Em 2010, considerando-se a população municipal com idade igual ou superior a dezoito anos, 63,1% era economicamente ativa ocupada, 24% ativa desocupada e 12,9% inativa. Ainda no mesmo ano, levando-se em conta a parcela da população ativa ocupada na mesma faixa etária, 37,31% trabalhavam no setor de serviços, 34,13% na agropecuária, 12,01% no comércio, 5,63% na construção civil, 2,47% na utilidade pública e 0,9% em indústrias extrativas. Conforme a Estatística do Cadastral de Empresas de 2013, Riacho da Cruz possuía trinta unidades (empresas) locais, todas atuantes. Salários juntamente com outras remunerações somavam 3 534 mil reais e o salário médio mensal era de 1,7 salários mínimos.

## Infraestrutura

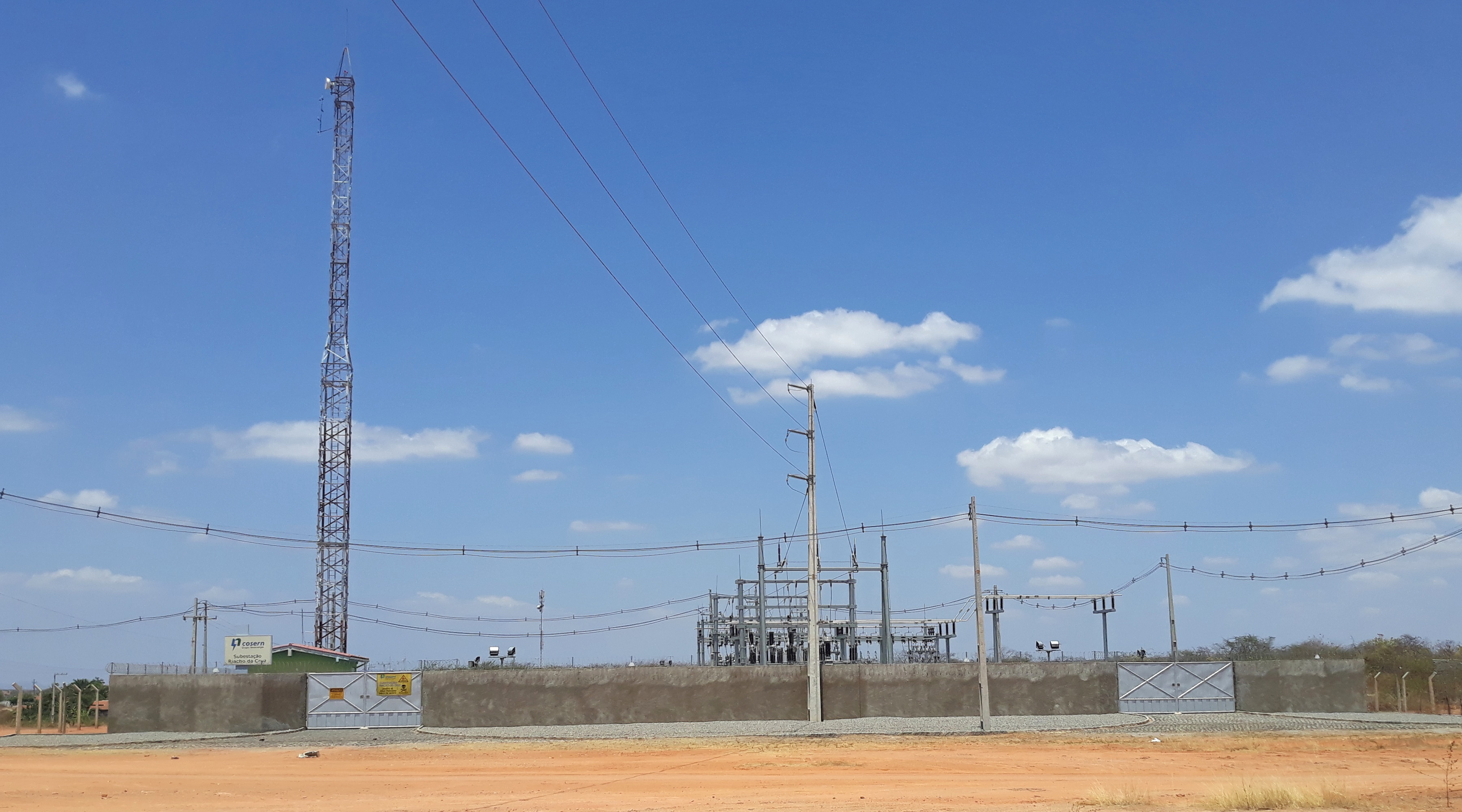
Subestação da Companhia Energética do Rio Grande do Norte (COSERN), responsável pelo fornecimento de energia elétrica no município

O serviço de abastecimento de água do município é feito pela Companhia de Águas e Esgotos do Rio Grande do Norte (CAERN). A empresa responsável pelo abastecimento de energia elétrica em Riacho da Cruz é a Companhia Energética do Rio Grande do Norte (COSERN).  A voltagem da rede é de 220 volts. Em 2010, o município possuía 88,78% de seus domicílios com água canalizada, 100% com eletricidade e 87,61% possuíam coleta de lixo.
A frota municipal em 2014 era de 361 motocicletas, 166 automóveis, quarenta caminhonetes, 33 motonetas, oito caminhões, seis camionetas, três micro-ônibus, um ônibus, dois utilitários, além de um em outras categorias, totalizando 621 veículos. O município é cortado por duas rodovias, ambas estaduais, a RN-076 e a RN-177, que ligam Riacho da Cruz a Umarizal e Viçosa, respectivamente.
O código de área (DDD) de Riacho da Cruz é 084 e o Código de Endereçamento Postal (CEP) é 59820-000. Desde 10 de novembro de 2008 o município é servido pela portabilidade, juntamente com outras cidades de DDDs 33 e 38, em Minas Gerais; 44, no Paraná; 49, em Santa Catarina; além de outros municípios com código 84, no Rio Grande do Norte. Conforme dados do censo de 2010, do total de domicílios, 74,13% tinham somente telefone celular, 4,97% possuíam celular e fixo e 0,38% apenas telefone fixo (0,38%).

### Saúde
A rede de saúde de Riacho da Cruz dispunha, em 2009, de dois estabelecimentos, ambos públicos, municipais e prestando atendimento ao Sistema Único de Saúde (SUS), com um total de dezenove leitos para internação. O município pertence à VI Unidade Regional de Saúde Pública do Rio Grande do Norte (URSAP-RN), sediada em Pau dos Ferros. Em 2010, a expectativa de vida ao nascer do município era de 70,03 anos, com um índice de longevidade de 0,751, e a taxa de mortalidade infantil até um ano de idade era de 26,6 por mil nascidos vivos.
Em abril do mesmo ano, a rede profissional de saúde era constituída por dez auxiliares de enfermagem, cinco médicos (três clínicos gerais, um médico de família e um cirurgião geral), três farmacêuticos, três enfermeiros, dois cirurgiões-dentistas, totalizando 23 profissionais. Segundo dados do Ministério da Saúde, um caso de AIDS foi registrado em Riacho da Cruz entre 1990 e 2012 e, entre 2001 e 2011, foram notificados 179 casos de dengue e um de leishmaniose.

### Educação
| 2005 | 2,7 | 2,9 |
| 2007 | 2,6 | 2,9 |
| 2009 | 2,5 | 2,1 |
| 2011 | 3,8 | 2,4 |
| 2013 | 4,1 | -   |

O fator "educação" do IDH no município atingiu em 2010 a marca de 0,487, ao passo que a taxa de alfabetização da população acima dos dez anos indicada pelo último censo demográfico do mesmo ano foi de 75,6% (83,1% para as mulheres e 68,2% para os homens). As taxas de conclusão dos ensinos fundamental (15 a 17 anos) e médio (18 a 24 anos) eram de 31,5% e 31,4%, respectivamente.
Ainda em 2010, Riacho da Cruz possuía uma expectativa de anos de estudos de 8,52 anos, valor inferior à média estadual (9,54 anos). O percentual de crianças de cinco a seis anos na escola era de 98,39% e de onze a treze anos concluindo o fundamental de 86,31%. Entre os jovens, a proporção na faixa de quinze a dezessete anos com fundamental completo era de 44,27% e de 18 a 20 anos com ensino médio completo de 21,31%. Considerando-se apenas a população com idade maior ou igual a 25 anos, 32,8% não sabiam ler ou escrever, 22,56% possuíam fundamental completo, 15,02% médio completo e apenas 3,33% o ensino superior completo. Em 2014, a distorção idade-série entre alunos do ensino fundamental, ou seja, com idade superior à recomendada, era de 16,6% para os anos iniciais e 29,2% nos anos finais, sendo essa defasagem no ensino médio de 36,2%.
Em 2012 Riacho da Cruz possuía uma rede de três escolas de ensino fundamental (com trinta docentes), uma do pré-escolar (quatro docentes) e uma de ensino médio (nove docentes), com 711 alunos matriculados.

## Cultura

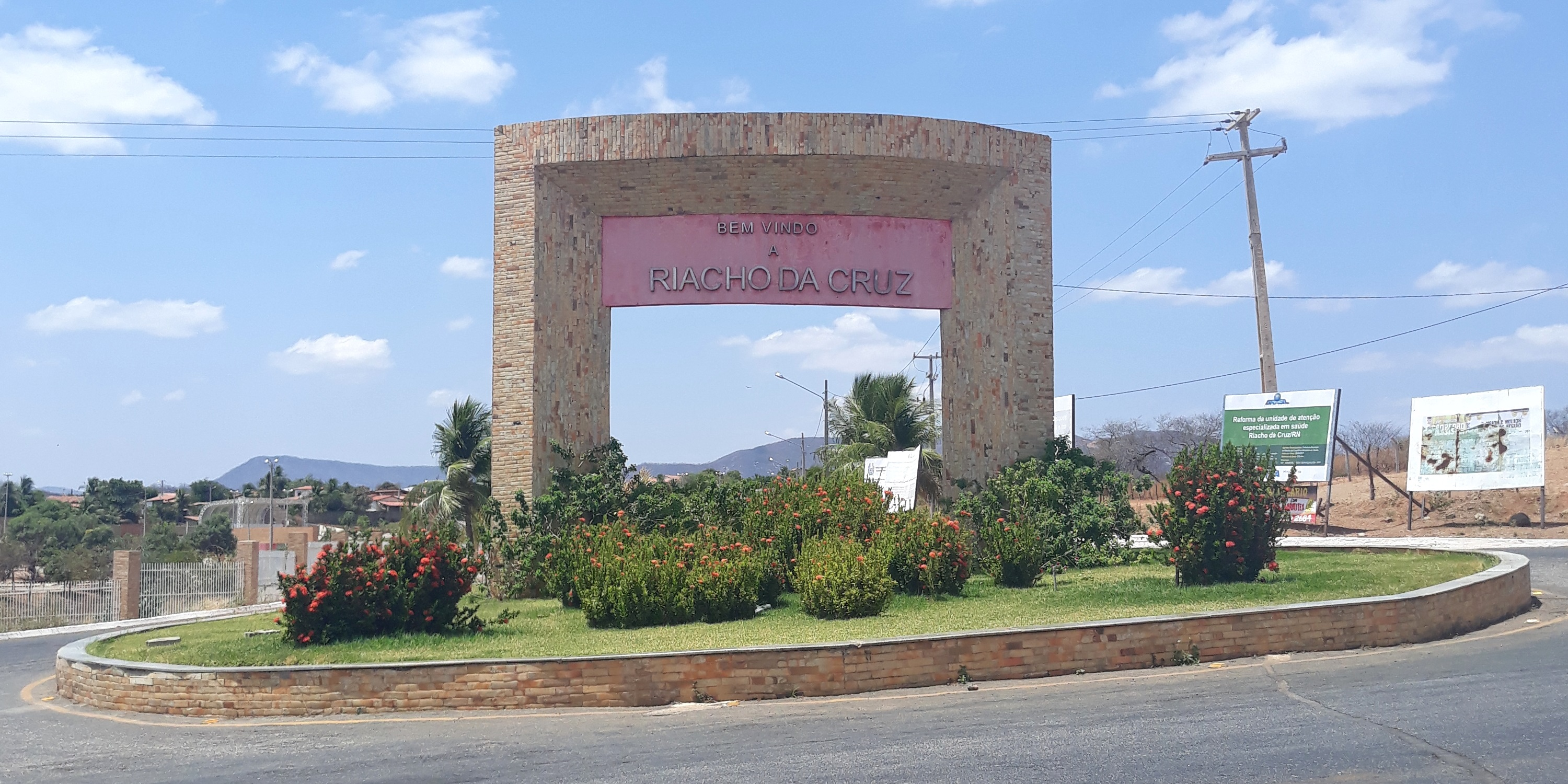
Pórtico de entrada da cidade

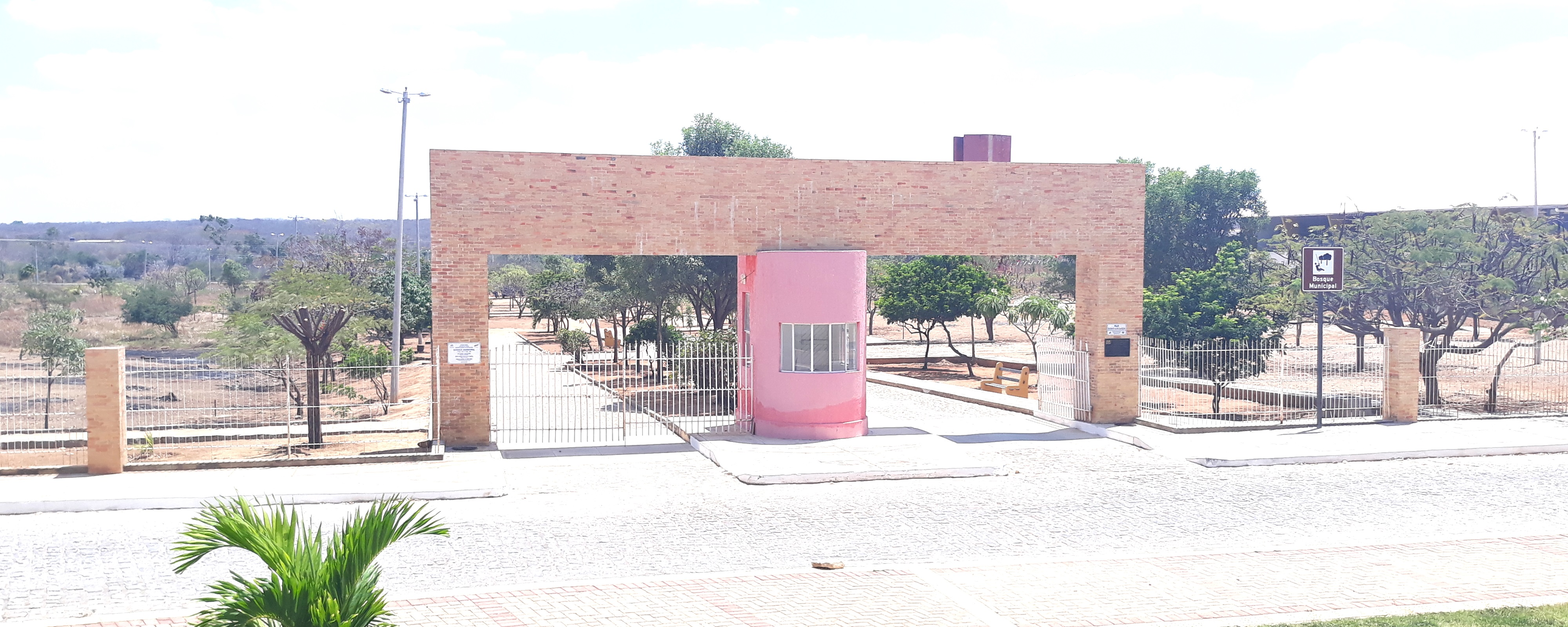
Bosque municipal

A Secretaria Municipal de Educação e Cultura é o órgão da prefeitura responsável pela área cultural do município de Riacho da Cruz, cabendo a ela a organização de atividades e projetos culturais, além do setor educacional.
No calendário cultural do município, destaca-se a festa de emancipação política, realizada no mês de maio, cuja programação inclui a alvorada festiva, o hasteamento das bandeiras, além de desfiles, atrações musicais e outros eventos. No mês de junho ocorrem as festas juninas, em destaque para o tradicional São Pedro, no final do mês, com apresentações de danças folclóricas, desfiles, quadrilhas e outras atrações. Em outubro ou novembro, acontece a festa do Sagrado Coração de Jesus, que se inicia com a missa de abertura e prossegue durante nove noites de novena, encerrando com a procissão com a imagem do padroeiro, além da programação sociocultural. Em novembro, ocorre o concurso "A Mais Bela Voz". Em dezembro, é realizada a festa de Santa Luzia, além das comemorações natalinas.
Também são realizados eventos com ênfase no setor esportivo, como o Campeonato Municipal de Futsal. O município possui ainda alguns atrativos turísticos, entre eles as avenidas Camila de Léllis (Avenida Principal) e dos Coqueiros, o Bosque Municipal, o Marco do Município, o Pórtico de Entrada, a Praça de Eventos e a Trilha Poço da Vaca. O artesanato é outra forma espontânea da expressão cultural riachocruzense, sendo possível encontrar uma produção feita com matérias-primas regionais, como a argila (barro) e o bordado, além de materiais recicláveis, e criada de acordo com a cultura e o modo de vida local.

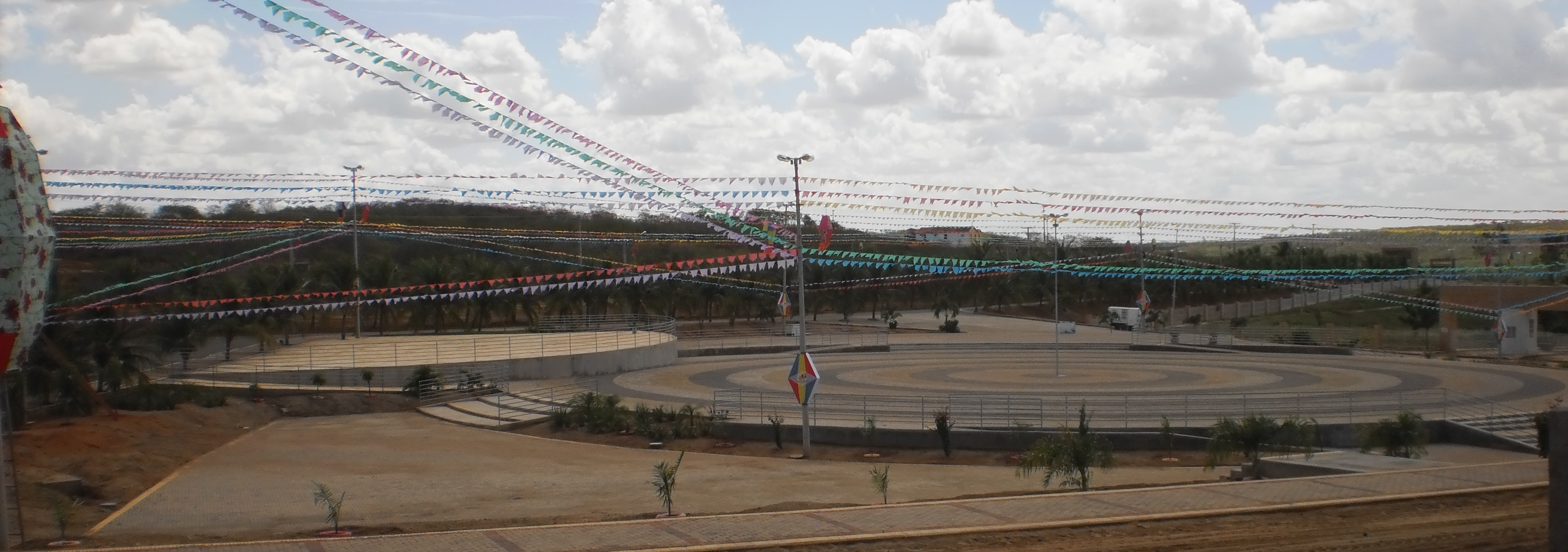
Praça de Eventos de Riacho da Cruz decorada durante o período das festas juninas.